# Witnica (gromada)
Witnica – dawna gromada, czyli najmniejsza jednostka podziału terytorialnego Polskiej Rzeczypospolitej Ludowej w latach 1954–1972.
Gromady, z gromadzkimi radami narodowymi (GRN) jako organami władzy najniższego stopnia na wsi, funkcjonowały od reformy reorganizującej administrację wiejską przeprowadzonej jesienią 1954 do momentu ich zniesienia z dniem 1 stycznia 1973, tym samym wypierając organizację gminną w latach 1954–1972.
Gromadę Witnica z siedzibą GRN w mieście Witnicy (nie wchodzącym w jej skład) utworzono 1 stycznia 1959 w powiecie gorzowskim w woj. zielonogórskim na mocy uchwały nr V/20/58 WRN w Zielonej Górze z dnia 25 października 1958 z obszarów zniesionych gromad Pyrzany i Nowiny Wielkie.
1 stycznia 1972 do gromady Witnica włączono tereny o powierzchni 1783 ha z miasta Witnica w tymże powiecie.
Gromada przetrwała do końca 1972 roku, czyli do kolejnej reformy gminnej. 1 stycznia 1973 w powiecie gorzowskim reaktywowano zniesioną w 1954 roku gminę Witnica.